# Dissambak
Dissambak est un village du Cameroun situé dans la commune de Roua, le département du Mayo-Tsanaga et la Région de l'Extrême-Nord, dans les monts Mandara, à proximité de la frontière avec le Nigeria.

## Population
Lors du recensement de 2005, Dissambak comptait 1 559 habitants. Le Plan communal de développement (PCD) de la commune de Roua (2011) avance le chiffre de 800.